# Comitatul Sullivan, Indiana
Comitatul Sullivan, conform originalului din limba engleză, Sullivan County (codul său FIPS este 18 - 153 Arhivat în 7 iunie 2011, la Wayback Machine.), este unul din cele 93 de comitate ale statului american Indiana. Conform Census 2010 populația totală era de 21.475 locuitori (din cei 6.483.802 locuitori ai statului), cu o densitate medie de circa 18/km2, în ușoară scădere (circa 1,3%) de la 21.751 de locuitori înregistrați la data recensământului (Census 2000) din anul 2000. Sediul comitatului, care este unul dintre cele mai slab populate ale statului, este orașul omonim, Sullivan.

## Geografie
Conform datelor furnizate de United States Census Bureau în 2010, comitatul are o suprafață totală de 1.175,66 km2 (sau 454.12 sqmi), dintre care 1.157,59 km2 (ori 447.15 sqmi, adică 98.47%) este uscat și restul de 18,07 km2 (sau 6.97 sqmi, adică 1.53%) este apă.

### Comitate adiacente
- Comitatul Vigo—nord
- Comitatul Clay—nord-est
- Comitatul Greene—est
- Comitatul Knox—sud
- Comitatul Crawford, statul  Illinois—vest
- Comitatul Clark, statul Illinois—nord-vest

### Orașe și târguri -- Cities și towns
- Carlisle
- Dugger
- Farmersburg
- Hymera
- Merom
- Shelburn
- Sullivan

### Localități neîncorporate -- Unincorporated towns
- Cass
- Fairbanks
- Graysville
- Jackson Hill
- New Lebanon
- Paxton
- Pleasantville
- Riverton
- Scott City

### Districte civile -- Townships
- Cass
- Curry
- Fairbanks
- Gill
- Haddon
- Hamilton
- Jackson
- Jefferson
- Turman

## Demografie
|  | Graficele sunt indisponibile din cauza unor probleme tehnice. Mai multe informații se găsesc la Phabricator și la wiki-ul MediaWiki. |

Date: Wikidata - grafică realizată de Wikipedia